# Nurscia minuscula
Espèce
Nurscia minuscula est une espèce d'araignées aranéomorphes de la famille des Titanoecidae.

## Distribution
Cette espèce est endémique de la province d'Azerbaïdjan occidental en Iran,. Elle se rencontre vers le lac d'Ourmia.

## Description
La femelle holotype mesure 4,06 mm.

## Systématique et taxinomie
Cette espèce a été décrite par Zamani et Marusik en 2024.

## Publication originale
- Zamani, Esyunin, Mikhailov & Marusik, 2024 : « New data on the spider fauna of Iran (Arachnida: Araneae), part XI. » Journal of Insect Biodiversity and Systematics, vol. 10, no 2, p. 285-309.